# ظاهر سیف‌الدین برقوق

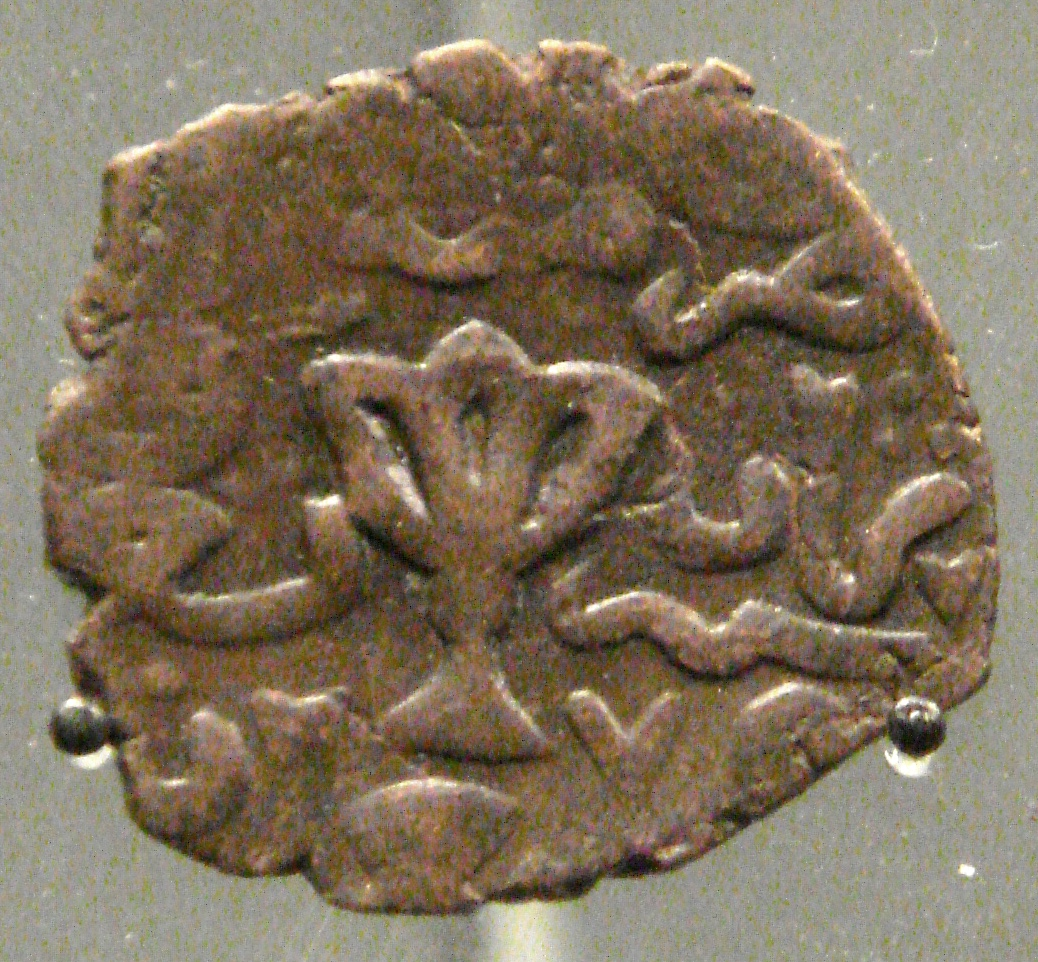
نگاره‌ٔ یک‌نوع سکه ضرب‌شدهٔ دودمان مملوکان

ملک ظاهر سیف‌الدین برقوق نخستین فرمانروای دودمان مملوکان برجی در مصر است. از ۷۸۴ تا ۷۹۱ (قمری) بر مصر و سپس بر شام فرمان راند. برقوق از قوم چرکس بود و در شمال قفقاز زاده شد. او را که به سبب چشمان برجسته‌اش برقوق می‌خواندند، از کریمه خریدند و به قاهره آوردند. در قاهره هنگامی که خواجه‌اش، یلبغا عمری را، که از سرداران سپاه مملوکان بحری بود، کشتند، او را نیز به زندان انداختند. اما از زندان گریخت و در توطئه‌ای برای کشتن سلطان شرکت جست. سلطان پسین او را به فرماندهی سپاه گماشت.
برقوق پس از نشستن بر تخت، عبدالرحمان قاضی مالکیان قاهره را از مقامش فروگرفت و ابن خلدون را به جای او گماشت. اما ابن خلدون پس از اندکی از این مقام کناره گرفت و برقوق عبدالرحمان را بر کار پیشین بازگماشت.
برقوق در ۸۱۰ هجری قمری براثر حمله صرع در گذشت.